# 國際馬球總會
國際馬球聯合會（英語：Federation of International Polo）是一個成立於1983年，專門管轄國際馬球事務的組織。目前，該組織約有80個成員國加盟，旗下的主要比賽有世界冠軍賽。它的總部設在美國比華利山。

## 參看
- 马球世界锦标赛

## 外部連結
- 官方網站（页面存档备份，存于）